# Rejon gorszeczeński
Rejon gorszeczeński (ros. Горшеченский район) – jednostka administracyjna wchodząca w skład obwodu kurskiego w Rosji.
Centrum administracyjnym rejonu jest osiedle typu miejskiego Gorszecznoje.

## Geografia
Powierzchnia rejonu wynosi 1395,87 km², co stanowi 4,7 proc. całego obwodu.
Graniczy z innymi rejonami obwodu kurskiego: kastorieńskim, sowietskim, manturowskim, timskim oraz z obwodami: biełgorodzkim i woroneskim.
Głównymi rzekami rejonu są: Oskoł, Apoczka, Ubla.

## Historia
Rejon został utworzony w roku 1928, a w 1934 wszedł w granice nowo utworzonego obwodu kurskiego. W roku 1956 do rejonu włączono rejon jasieniowski, a w 1963 – jastriebowski.

## Demografia
W 2018 rejon zamieszkiwało 15 609 mieszkańców, z czego 5404 na terenach miejskich.

## Miejscowości
W skład rejonu wchodzi: 15 sielsowietów, 2 miejscowości miejskie i 78 wiejskich.